# Bulbostylis leucostachya
Bulbostylis leucostachya là một loài thực vật có hoa trong họ Cói. Loài này được (Kunth) Kunth mô tả khoa học đầu tiên năm 1837.